# 火線勇氣
《火線勇氣》（英語：Courage Under Fire）是一部在1996發行的美國電影，電影由愛德華·茲維克執導，並且邀請了丹佐·華盛頓、梅格·萊恩、路戴蒙·菲利浦（Lou Diamond Phillips）和麥特·戴蒙等人主演。內容依據1990年至1991年的海灣戰爭改編而成，並且也是第一部描繪海灣戰爭的電影作品。

## 製作
主體拍攝於1995年10月16日開始，拍攝地包含奧斯汀和艾爾帕索。

## 外部連結
- 互联网电影数据库（IMDb）上《火線勇氣》的资料（英文）
- 豆瓣电影上《火線勇氣》的資料 （简体中文）
- Box Office Mojo上《火線勇氣》的資料（英文）